# 古屋圭司
古屋 圭司（ふるや けいじ、1952年〈昭和27年〉11月1日 - ）は、日本の政治家。自由民主党所属の衆議院議員（12期）、自由民主党憲法改正実現本部長。
国家公安委員会委員長、内閣府特命担当大臣（防災）、拉致問題担当大臣、国土強靭化担当大臣（第2次安倍内閣）、経済産業副大臣（第1次小泉内閣）、法務政務次官（村山改造内閣）、衆議院文部科学委員長・商工委員長・議院運営委員長、自由民主党選挙対策委員長（第4代）などを歴任。
旧姓は松本。伯父は自治大臣を務めた元自民党衆議院議員の古屋亨。

## 来歴

### 生い立ち
東京都出身（本籍地は岐阜県恵那市大井町で、選出選挙区の岐阜5区に含まれる）。出生時の姓は松本であったが、母方の伯父にあたる古屋亨の養子になったため、以後古屋姓を名乗る。
中学生の頃、アメリカに3年間ホームステイしていたと発言。1970年に成蹊高等学校へ編入学し、1972年3月に同高等学校卒業。
1976年3月に成蹊大学経済学部経済学科卒業後、同年4月に大正海上火災保険（現・三井住友海上火災保険）へ入社。1984年に退社し、安倍晋太郎（当時外務大臣）の秘書に転じる。同年、養父である古屋亨の秘書を務める。

### 政治家として

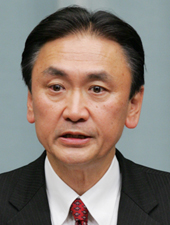
2012年12月26日、入閣時の会見にて

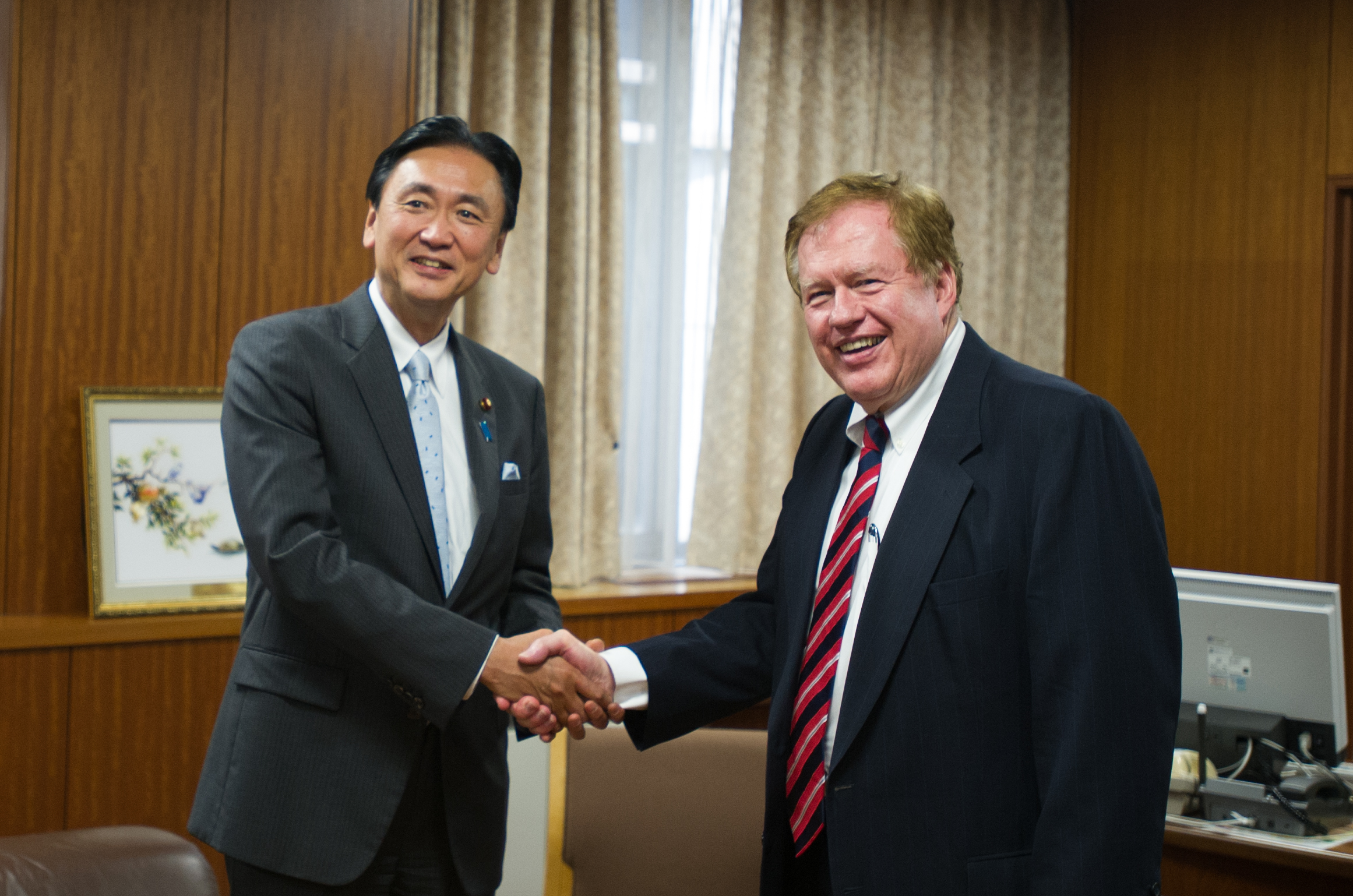
2013年8月28日、内閣府庁舎にて 北朝鮮人権問題担当特使ロバート・R・キング（右）と (当時60歳)

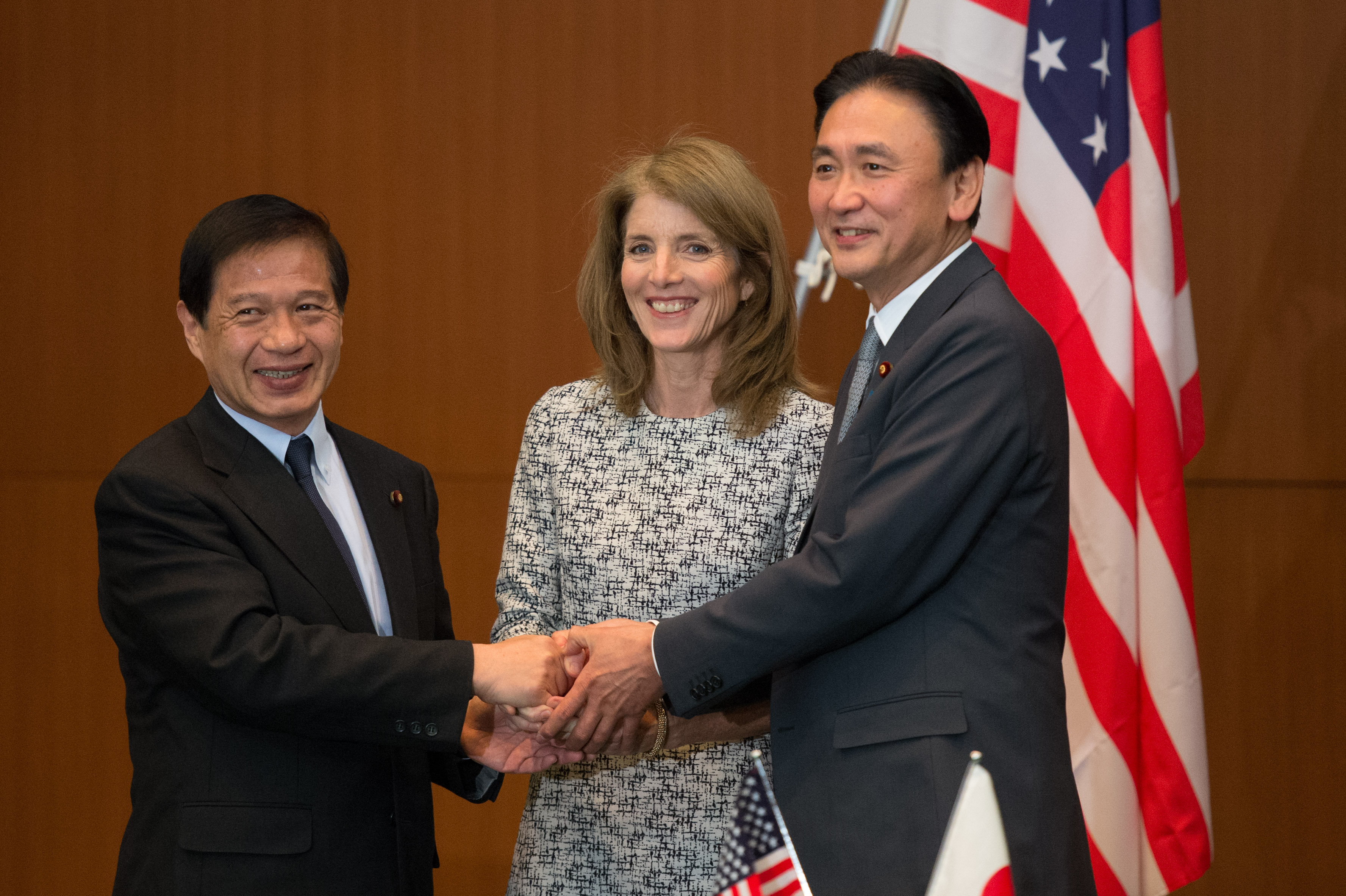
2014年2月7日、重大な犯罪を防止し、及びこれと戦う上での協力の強化に関する日本国政府とアメリカ合衆国連邦政府との間の協定署名式にて外務副大臣三ツ矢憲生（左）、駐日アメリカ合衆国大使キャロライン・ケネディ（中央）と

1989年9月27日、養父の古屋亨から地盤を譲り受けることが決まる。1990年2月の第39回衆議院議員総選挙に自民党公認で旧岐阜2区から立候補。初当選を果たすも、選挙違反が発覚し、多数の逮捕者を出した（後述）。安倍派に入会。
1995年、村山改造内閣で法務政務次官に任命された。
1996年の第41回衆議院議員総選挙で小選挙区比例代表並立制導入に伴い岐阜5区から出馬し、3選。
1998年の自由民主党総裁選挙で同じ三塚派から立候補した小泉純一郎ではなく、亀井静香、平沼赳夫らと共に梶山静六を支援。総裁選後に亀井らと三塚派を離脱して亀井グループに参加。
1999年、村上・亀井派を結成。
2001年、第1次小泉内閣で経済産業副大臣に任命された。
2005年の郵政国会で郵政民営化法案に反対票を投じる。派閥領袖の亀井は自民党を離党して国民新党を結党したが、古屋は新党には参加せず岐阜5区から無所属で出馬し6選。なお、古屋は当時自民党岐阜県連会長を務めていたが、党公認を得られず無所属で出馬するのに際し、会長を辞任した（後任は金子一義）。選挙での自民党圧勝を受け、総選挙後の特別国会に再提出された郵政民営化法案には一転して賛成票を投じたるが、離党勧告を受けたため自民党を離党する。
2006年11月、自民党に復党届及び誓約書を提出し、12月に党紀委員会で復党が認められたため、自民党に復党（郵政造反組復党問題）。
2007年5月、価値観外交を推進する議員の会の会長に就任し、麻生太郎が提唱する価値観外交への支持を表明。同年9月の自由民主党総裁選挙で麻生に投票したが、麻生は福田康夫に敗れた。同年10月、伊吹派に再入会。
2008年自由民主党総裁選挙で麻生の推薦人に名を連ねる。
2009年の第45回衆議院議員総選挙は民主党の阿知波吉信に敗れたが、重複立候補していた比例東海ブロックで復活し、7選。同年、自由民主党中央政治大学院の学院長に就任。
2010年1月、のぞみに参加。なおのぞみへの参加に伴い、所属していた伊吹派を休会。2011年、自民党・民主党所属議員を中心とする超党派の議員連盟「憲法96条改正を目指す議員連盟」の結成に参加した。
2012年9月の自由民主党総裁選挙で安倍晋三を支援し、推薦人にも名を連ねた。同年12月の第46回衆議院議員総選挙で前回敗れた民主党の阿知波に比例復活すら許さないほどの大差をつけて破り、8選。選挙後に発足した第2次安倍内閣で国家公安委員会委員長兼内閣府特命担当大臣（防災）および拉致問題・国土強靭化を担当する国務大臣に任命され、初入閣した。
2014年9月の内閣改造により国務大臣を退任。同年12月の第47回衆議院議員総選挙で9選。
2016年8月、自由民主党選挙対策委員長に就任。
2017年10月の第48回衆議院議員総選挙で10選。選挙後、衆議院議院運営委員長に就任。
2021年9月、自由民主党総裁選挙で高市早苗陣営の選対本部長を務め、10月自民党政調会長代行に就任。同月に行われた第49回衆議院議員総選挙で11選。同年11月、自民党憲法改正実現本部の本部長に就任。
2024年9月27日に行われた自民党総裁選挙において高市早苗の推薦人に名を連ねた。1回目の投票、決選投票、いずれも高市に投じた。同年10月の第50回衆議院議員総選挙で12選。

## 政策・主張
- 2011年8月10日、衆議院文部科学委員会で沖縄県八重山地区の教科書選定協議会に対する沖縄県教育委員会の不当介入（八重山教科書問題）を国会で初めて取り上げて追及した[24]。質疑の中で古屋は、文部科学省初等中等教育局長（当時）で政府参考人の山中伸一に対し、県教委による協議会メンバーに教職員の追加を要請したことを一部メディアの猛烈な反対運動を受けた県教育委員会の、採択権者である市町村教育委員に対する「不当な介入」であり市町村の教育委員会の「主体性というものを著しく損ね」るものだと述べた[25]。
- 歴史事実委員会名義での意見広告の賛同者に名を連ねており、第二次世界大戦中の慰安婦強制連行については否定する立場である[26]。
- 日本のTPP参加には反対の立場を取る[27]。
- 日本の核武装について、今後の国際情勢によっては検討すべきとしている[27]。
- 国家公安委員会委員長時代の2013年6月4日に行われた閣議後会見で、交通違反の取り締まりを論じる中で、「歩行者が出てくる危険性がない場所で、制限速度の20キロ超過を取り締まるのは疑問」「取り締まりのための取り締まりになっている傾向がある」という趣旨の発言をした[28][29]。
- 第2次安倍内閣の改造により拉致問題担当大臣を退任後も、拉致問題に関する超党派の議員連盟に所属し、2018年6月22日には会長として安倍晋三首相に全ての拉致被害者の即時一括帰国に向けた取り組みの申入書を手渡した[30]。
- 文化庁が作成した違法ダウンロード規制に関する著作権法改正案に対して、最終局面である2019年3月の総務会の場で「（全著作物は）規制の範囲が広すぎる」と、さらなる議論の必要性を主張[31]。加藤勝信総務会長がこれを受けて文科部会に差し戻しとなり、本国会での法案提出の見送り決定（訂正した上で次期国会に提出を予定）に一役を担った[32]。
- 2021年1月30日、古屋ら自民党国会議員有志50人は、47都道府県議会議長のうち同党所属の約40人に、選択的夫婦別姓の導入に賛同する意見書を採択しないよう求める文書を郵送した。地方議員や市民団体は、地方議会の独立性を脅かす行為だとして古屋らを批判した[33][34][35][36][37]。

## 政治献金
- 入学手続き前に受験生から24億円以上もの寄付金を集めていたことが問題となっている帝京大学（東京都板橋区）グループと総長らから、1995年から2000年にかけて100万円の献金を受けていたと、しんぶん赤旗に報道された[38]。
- 朝日新聞は、古屋が代表を務める団体が2016年7月に開いたパーティーでの、パーティー券購入者を記したとみられるノートを入手したとして、収支報告書に収入を546万円過少に記載した疑いを指摘したが古屋は2018年7月18日、国会内で取材に応じ「過少申告はなかった」とする調査結果を公表し、改めて報道を否定した[39]。

## 不祥事

### 公職選挙法違反事件
1990年、当選間もなくして、古屋陣営による買収事件が発覚。後援会幹部らが逮捕されたのち、同年3月10日には恵那市議4人、前市議1人が被買収容疑で逮捕された。

### 秘書による党支部の預金の着服
2023年2月14日、自民党多治見市支部名義の預金50万円を不正に引き出したとして、古屋の私設秘書が詐欺容疑で逮捕された。多治見市内にある古屋の事務所が同支部を兼ねており、この秘書は2022年4月から勤務していた。古屋はこの秘書を解雇した。3月6日、元秘書が詐欺罪で起訴された。3月7日に岐阜地方裁判所多治見支部が保釈を許可し、元秘書はその後保釈されていたが、5月2日に土岐市内の自宅で死亡しているのが確認された。

## 発言

### Y染色体に関するツイート
2022年3月6日、古屋は橿原神宮を参拝した際、「天皇制度は如何に男系男子による継承維持が歴史的に重要か、神武天皇と今上天皇は全く同じY染色体であることが、『ニュートン誌』染色体科学の点でも立証されている」とツイートした。このツイートに対し、科学雑誌『ニュートン』を発行するニュートンプレス社は「神武天皇と今上天皇のY染色体に言及した記事はない」として、古屋のツイート内容を否定したため問題となった。古屋のツイートは産経新聞社の発行する雑誌『別冊 正論』第14号 (2011年1月7日発売）の特集「皇室に弥栄、日本の永遠を祈る -皇統をめぐる議論の真贋-」の中で「神武天皇と今上天皇は全く同じY染色体であることは疑うべくもなく『トンデモ学説』などと言うのは言い掛かり」であるとの八木秀次による解説を元にしていた。なお、ニュートンは科学関連の話題を紹介する雑誌であって学術誌ではないので、そもそも検証や実証などの研究のためのものではない。

## 世界平和統一家庭連合（旧・統一教会）との関係
- かつて、世界平和統一家庭連合（旧・統一教会）の関連団体が開催する安保岐阜県大会（2021年と2022年の実行委員長は玉田和浩岐阜県議[51]）に祝電を送った。最初の選挙で世界平和統一家庭連合の支援を受けた[52]。
- 2022年1月1日、馬場伸幸、榛葉賀津也との座談会が世界日報に掲載された[53]。

## 選挙歴
| 当落 | 選挙                   | 執行日         | 年齢 | 選挙区        | 政党       | 得票数     | 得票率 | 定数 | 得票順位 /候補者数 | 政党内比例順位 /政党当選者数 |
| ---- | ---------------------- | -------------- | ---- | ------------- | ---------- | ---------- | ------ | ---- | ------------------ | ---------------------------- |
| 当   | 第39回衆議院議員総選挙 | 1990年02月18日 | 37   | 旧岐阜県第2区 | 自由民主党 | 8万6871票  | 18.77% | 4    | 3/7                | /                            |
| 当   | 第40回衆議院議員総選挙 | 1993年07月18日 | 40   | 旧岐阜県第2区 | 自由民主党 | 7万8019票  | 17.55% | 4    | 4/6                | /                            |
| 当   | 第41回衆議院議員総選挙 | 1996年10月20日 | 43   | 岐阜県第5区   | 自由民主党 | 7万9133票  | 42.41% | 1    | 1/5                | /                            |
| 当   | 第42回衆議院議員総選挙 | 2000年06月25日 | 42   | 岐阜県第5区   | 自由民主党 | 11万4654票 | 57.62% | 1    | 1/3                | /                            |
| 当   | 第43回衆議院議員総選挙 | 2003年11月09日 | 51   | 岐阜県第5区   | 自由民主党 | 11万553票  | 57.30% | 1    | 1/3                | /                            |
| 当   | 第44回衆議院議員総選挙 | 2005年09月11日 | 52   | 岐阜県第5区   | 無所属     | 8万8874票  | 42.04% | 1    | 1/4                | /                            |
| 比当 | 第45回衆議院議員総選挙 | 2009年08月30日 | 56   | 岐阜県第5区   | 自由民主党 | 10万931票  | 46.81% | 1    | 2/2                | 4/6                          |
| 当   | 第46回衆議院議員総選挙 | 2012年12月16日 | 60   | 岐阜県第5区   | 自由民主党 | 9万8718票  | 55.58% | 1    | 1/4                | /                            |
| 当   | 第47回衆議院議員総選挙 | 2014年12月14日 | 62   | 岐阜県第5区   | 自由民主党 | 9万116票   | 55.82% | 1    | 1/3                | /                            |
| 当   | 第48回衆議院議員総選挙 | 2017年10月22日 | 64   | 岐阜県第5区   | 自由民主党 | 9万2113票  | 54.05% | 1    | 1/3                | /                            |
| 当   | 第49回衆議院議員総選挙 | 2021年10月31日 | 69   | 岐阜県第5区   | 自由民主党 | 8万2140票  | 48.49% | 1    | 1/4                | /                            |
| 当   | 第50回衆議院議員総選挙 | 2024年10月27日 | 71   | 岐阜県第5区   | 自由民主党 | 7万3679票  | 48.27% | 1    | 1/3                | /                            |

## 所属団体・議員連盟
- 日本ウイグル国会議員連盟（会長）
- 日華議員懇談会（会長）
- 価値観外交を推進する議員の会（会長）

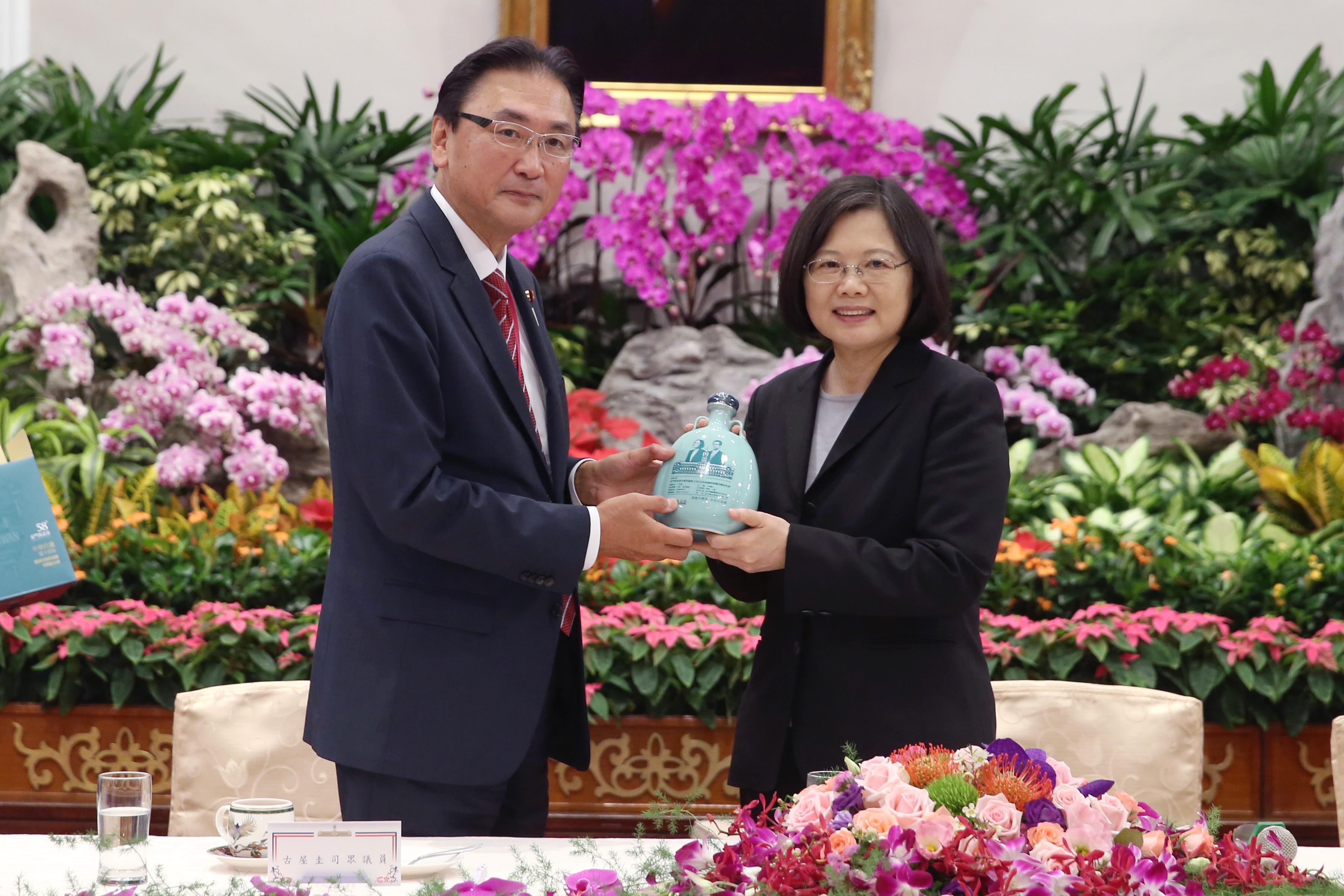
2016年10月9日、中華民国総統蔡英文（右）と

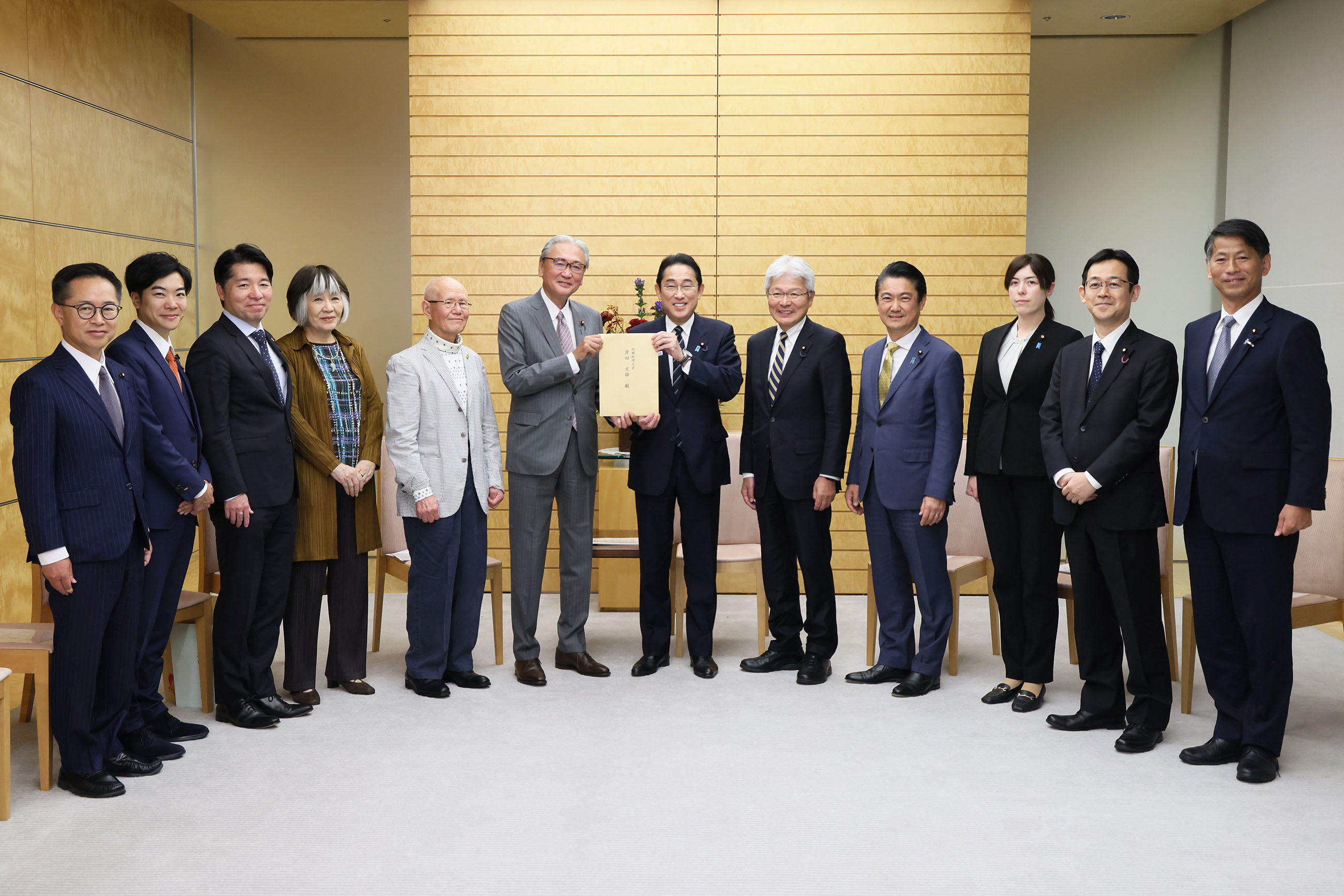
2023年11月1日、マンガ・アニメ・ゲームに関する議員連盟会長として内閣総理大臣岸田文雄に要望書を渡す

- 公共放送のあり方について考える議員の会（会長）
- 北朝鮮に拉致された日本人を早期に救出するために行動する議員連盟（幹事長→会長[30]）
- 創生「日本」（会長代理）
- 真の人権擁護を考える懇談会（座長）
- 日本会議国会議員懇談会（会長）[54][55]
- 天皇陛下御即位二十年奉祝国会議員連盟（副実行委員長）
- 日本の前途と歴史教育を考える議員の会（副幹事長）
- 平和を願い真の国益を考え靖国神社参拝を支持する若手国会議員の会
- のぞみ
- 神道政治連盟国会議員懇談会
- マンガ・アニメ・ゲームに関する議員連盟（会長）
- TPP交渉における国益を守り抜く会
- ボーイスカウト振興国会議員連盟（理事）
- 日本キューバ友好議員連盟（会長）[56]
- モータースポーツ振興議員連盟（会長）
- 明治の日を実現するための議員連盟（会長）[57][58][59][60]
- 中国による人権侵害を究明し行動する議員連盟（会長）[61]
- 一般社団法人 LGBT理解増進会 (顧問)

## 著作

### 単著
- 『そうだったのか!!「国土強靱化」』PHP研究所、2014年5月。ISBN 978-4-56-9818825。

### 共著
- 中西輝政監修、安倍晋三・衛藤晟一・亀井郁夫・下村博文・中川昭一・平沼赳夫・古屋圭司・松原仁・椛島有三・山谷えり子・笠浩史 著、英国教育調査団 編『サッチャー改革に学ぶ教育正常化への道――英国教育調査報告』PHP研究所、2005年4月。ISBN 978-4-56-9641355。
- 人権擁護法案を考える市民の会 編『危ない!人権擁護法案』展転社、2006年4月。ISBN 978-4-88-6562821。
- 教育基本法改正促進委員会・起草委員会 編『教育激変』明成社、2006年4月。ISBN 978-4-94-4219421。
- 平沼赳夫、正しい日本を創る会『日本の正道』PHP研究所、2007年6月。ISBN 978-4-56-9692913。
- 山本寛斎、政策集団「のぞみ」『上を向こう、日本』PHP研究所、2010年3月。ISBN 978-4-56-9777542。

## 親族
- 高祖父
  - 古屋善平治（元岐阜県会議員）
- 曽祖父
  - 古屋善造（元衆議院議員）
  - 須田万右衛門（元衆議院議員）
- 祖父
  - 古屋慶隆（元内務政務次官）
- 養父(伯父)
  - 古屋亨（元自治大臣）
- 従姉
  - 渡辺みどり（文化女子大学客員教授）古屋亨の嫡出でない子[62]で、1991年に認知訴訟により認知された[63]
- 叔父[64]
  - 古屋茂（東京大学名誉教授、数学者）
- 妻　弓子[65]夫に代わり政治家の応援演説なども行っている、塚本恭平の長女で1956年11月13日生[66]。
- 一人息子[67]・一郎(1986年12月26日生[66]、第一秘書[68])。